# Miles Heizer
Miles Dominic Heizer (Greenville, Kentucky; 16 de mayo de 1994) es un actor y músico estadounidense, es conocido principalmente por sus papeles como Alex Standall en 13 Reasons Why, Drew Holt en Parenthood, Tommy Mancuso en Nerve al lado de Emma Roberts y Dave Franco, por su papel como Josh en la película Rudderless junto a Selena Gomez. Además, una de sus más notables apariciones en películas fue como Davey Danner en Rails & Ties, también tuvo el papel de Joshua Lipnicki en 4 episodios de la serie de NBC ER. En 2018, Heizer actuó en la película Love, Simon como Cal Price.
En 2023 formó parte del elenco de la película Exmaridos, dirigida por Noah Pritzker.

## Filmografía

### Cine
| Año  | Título                         | Rol             | Notas        |
| ---- | ------------------------------ | --------------- | ------------ |
| 2006 | Paramedic                      | Young James     | Cortometraje |
| 2007 | Rails & Ties                   | Davey Danner    |              |
| 2008 | Loon                           | Carson Lind     | Cortometraje |
| 2012 | The Arm                        | Chance          | Cortometraje |
| 2013 | Rudderless                     | Josh            |              |
| 2014 | Memoria                        | Simon           |              |
| 2015 | The Stanford Prison Experiment | Marshall Lovett |              |
| 2015 | The Red Thunder                | Danny           | Cortometraje |
| 2016 | Nerve                          | Tommy Mancuso   |              |
| 2018 | Love, Simon                    | Cal Price       |              |
| 2023 | Ex-Husbands                    | Mickey Pearce   |              |

### Televisión
| Año       | Título           | Rol             | Notes                                                       |
| --------- | ---------------- | --------------- | ----------------------------------------------------------- |
| 2005      | CSI: Miami       | Joey Everton    | Episodio: "Nothing to Lose"                                 |
| 2006      | Ghost Whisperer  | Jake Morrison   | Episodio: "Drowned Lives"                                   |
| 2007      | Shark            | Jackie Buckner  | Episodio: "Strange Bedfellows"                              |
| 2007      | Bones            | Joey            | Episodio: "Death in the Saddle"                             |
| 2007      | Private Practice | Michael         | Episodio: "In Which Addison Has a Very Casual Get Together" |
| 2007      | ER               | Joshua Lipnicki | 4 episodios                                                 |
| 2009      | Cold Case        | Keith Oats      | Episodio: "Forensics"                                       |
| 2010–15   | Parenthood       | Drew Holt       | Papel principal; 82 episodios                               |
| 2017-2020 | 13 Reasons Why   | Alex Standall   | Elenco principal; 49 episodios                              |